# RZ Pyxidis
RZ Pyxidis är en dubbelstjärna i mellersta delen av stjärnbilden Kompassen. Den har en högsta skenbar magnitud av ca 8,83 och kräver ett mindre teleskop för att kunna observeras. Baserat på parallaxmätning inom Hipparcosuppdraget på ca 2,7 mas, beräknas den befinna sig på ett avstånd på ca 1 200 ljusår (ca 400 parsek) från solen. Den rör sig bort från solen med en heliocentrisk radialhastighet på ca 22 km/s.

## Egenskaper

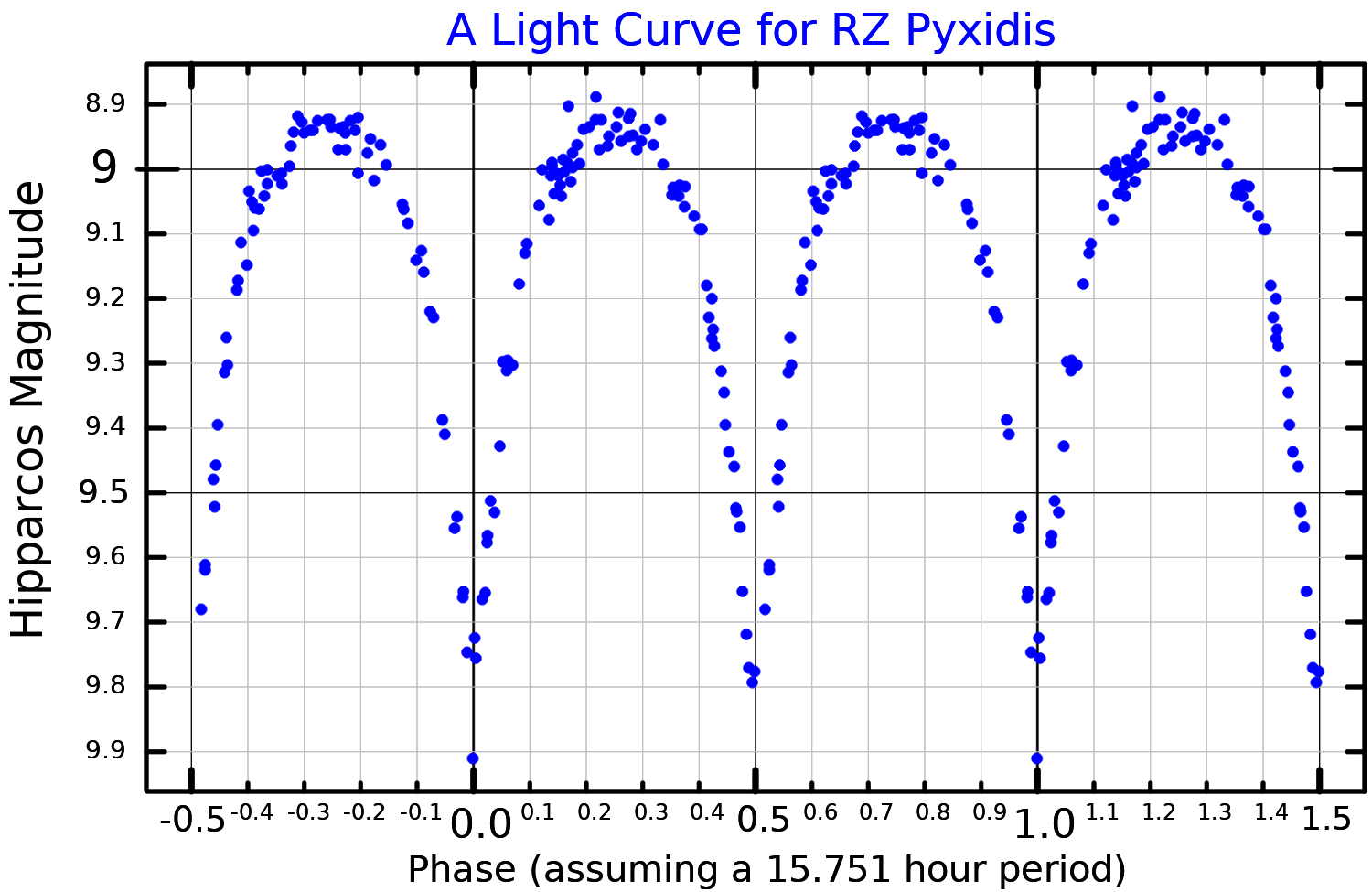
Ljuskurva för AK Pyxidis, plottad från Hipparcosdata.

RZ Pyxidis är en förmörkelsevariabel, som består av två unga stjärnor som är mindre än 200 000 år gamla. Båda är heta blåvita stjärnor i huvudserien av spektralklass B7 V och har en radie av cirka 2,5 gånger solens. Den ena har en luminositet av ungefär fem gånger solens och den andra ungefär fyra gånger solens. Systemet klassificeras som en Beta Lyrae-variabel, med en skenbar magnitud som varierar från 8,83 till 9,72 med en period av 0,66 dygn.